# Coppa Libertadores 2021 (calcio femminile)
La Coppa Libertadores femminile 2021 è stata la 13ª edizione della massima competizione sudamericana riservata a squadre femminili di calcio. Il torneo si è tenuto tra il 3 e il 18 novembre in Paraguay con la finale in programma il 21 novembre allo stadio Gran Parque Central di Montevideo in Uruguay.
La competizione si sarebbe dovuta, inizialmente, disputare dal 30 settembre al 16 ottobre in Cile. Il 29 luglio 2021 la CONMEBOL comunicò che lo stadio del Centenario di Montevideo avrebbe ospitato a novembre anche la finale della Coppa Libertadores femminile, oltre alle finali di Coppa Libertadores e Coppa Sudamericana maschili. Dopo la rinuncia degli organizzatori cileni, la CONMEBOL comunicò che l'organizzazione del torneo, esclusa la finale, era passata al Paraguay e che il torneo si sarebbe disputato nel mese di novembre. Il 10 settembre venne annunciato che la finale si sarebbe tenuta allo stadio Gran Parque Central di Montevideo, anziché allo stadio del Centenario.
Il trofeo è stato vinto dalle brasiliane del Corinthians, al terzo successo nella competizione, che ha sconfitto in finale le colombiane del Santa Fe. Nella finale venne utilizzato per la prima volta nella storia della competizione il VAR.

## Squadre
Al torneo partecipano 16 squadre appartenenti alle 10 federazioni della CONMEBOL, secondo i seguenti criteri:
- ciascuna delle 10 federazioni iscrive la squadra campione nazionale,
- un posto assegnato alla squadra campione in carica,
- un posto assegnato alla federazione ospite, il Paraguay in quest'edizione[1],
- quattro ulteriori posti alle prime quattro federazioni nella classifica delle prestazioni nel torneo, quindi Brasile, Cile, Colombia e Paraguay per quest'edizione[1].

| Nazione               | Squadra              | Qualificazione                                     |
| --------------------- | -------------------- | -------------------------------------------------- |
| Argentina (1 squadra) | San Lorenzo          | Campione del campionato argentino 2020-2021        |
| Bolivia (1 squadra)   | Real Tomayapo        | Campione del campionato boliviano 2021             |
| Brasile (3 squadre)   | Ferroviária          | Campione in carica                                 |
| Brasile (3 squadre)   | Corinthians          | Campione del campionato brasiliano 2020            |
| Brasile (3 squadre)   | Avaí/Kindermann      | Vicecampione del campionato brasiliano 2020        |
| Cile (2 squadre)      | Santiago Morning     | Campione del campionato cileno 2020                |
| Cile (2 squadre)      | Universidad de Chile | Vicecampione del campionato cileno 2020            |
| Colombia (2 squadre)  | Deportivo Cali       | Campione del campionato colombiano 2021            |
| Colombia (2 squadre)  | Santa Fe             | Vicecampione del campionato colombiano 2021        |
| Ecuador (1 squadra)   | Deportivo Cuenca     | Campione del campionato ecuadoriano 2021           |
| Paraguay (3 squadre)  | Cerro Porteño        | Campione del campionato paraguaiano 2020           |
| Paraguay (3 squadre)  | Sol de América       | Vicecampione del campionato paraguaiano 2020       |
| Paraguay (3 squadre)  | Dep. Capiatá         | Terza classificata del campionato paraguaiano 2020 |
| Perù (1 squadra)      | Alianza Lima         | Campione della Coppa del Perù 2020                 |
| Uruguay (1 squadra)   | Nacional             | Campione del campionato uruguaiano 2020            |
| Venezuela (1 squadra) | Yaracuyanos          | Campione della Superliga venezuelana 2021          |

## Stadi
Le partite si sono disputate ad Asunción in Paraguay, mentre la finale si è tenuta a Montevideo in Uruguay. La competizione si è tenuta nei seguenti stadi:
- Stadio Manuel Ferreira, Asunción (capienza 22 000 spettatori)
- Stadio Arsenio Erico, Asunción (capienza 4 434 spettatori)
- Stadio Gran Parque Central, Montevideo (capienza 34 000 spettatori)

## Fase a gruppi
Il sorteggio per definire la composizione dei gruppi si è tenuto il 24 settembre 2021.
Le 16 squadre partecipanti sono state divise in 4 gruppi, ciascuno composto da 4 squadre. Ogni squadra gioca con le altre 3 squadre del proprio gruppo una sola volta. La prima e la seconda classificata di ogni gruppo accedono ai quarti di finale.

### Gruppo A

#### Classifica
| Pos | Squadra          | Pt | G | V | N | P | GF | GS | DG |
| --- | ---------------- | -- | - | - | - | - | -- | -- | -- |
| 1.  | Ferroviária      | 7  | 3 | 2 | 1 | 0 | 5  | 1  | +4 |
| 2.  | Santa Fe         | 7  | 3 | 2 | 1 | 0 | 3  | 0  | +3 |
| 3.  | Deportivo Cuenca | 3  | 3 | 1 | 0 | 2 | 5  | 3  | +2 |
| 4.  | Sol de América   | 0  | 3 | 0 | 0 | 3 | 0  | 9  | -9 |

#### Risultati
| Squadra 1        | Risultato   | Squadra 2        |
| 1ª giornata      | 1ª giornata | 1ª giornata      |
| ---------------- | ----------- | ---------------- |
| Ferroviária      | 3 - 0       | Sol de América   |
| Deportivo Cuenca | 0 - 1       | Santa Fe         |
| 2ª giornata      |             |                  |
| Ferroviária      | 2 - 1       | Deportivo Cuenca |
| Sol de América   | 0 - 2       | Santa Fe         |
| 3ª giornata      |             |                  |
| Santa Fe         | 0 - 0       | Ferroviária      |
| Sol de América   | 0 - 4       | Deportivo Cuenca |

### Gruppo B

#### Classifica
| Pos | Squadra          | Pt | G | V | N | P | GF | GS | DG  |
| --- | ---------------- | -- | - | - | - | - | -- | -- | --- |
| 1.  | Avaí/Kindermann  | 7  | 3 | 2 | 1 | 0 | 6  | 1  | +5  |
| 2.  | Cerro Porteño    | 6  | 3 | 2 | 0 | 1 | 4  | 2  | +2  |
| 3.  | Santiago Morning | 4  | 3 | 1 | 1 | 1 | 5  | 2  | +3  |
| 4.  | Yaracuyanos      | 0  | 3 | 0 | 0 | 3 | 1  | 11 | -10 |

#### Risultati
| Squadra 1        | Risultato   | Squadra 2        |
| 1ª giornata      | 1ª giornata | 1ª giornata      |
| ---------------- | ----------- | ---------------- |
| Cerro Porteño    | 1 - 0       | Santiago Morning |
| Yaracuyanos      | 0 - 4       | Avaí/Kindermann  |
| 2ª giornata      |             |                  |
| Cerro Porteño    | 2 - 0       | Yaracuyanos      |
| Santiago Morning | 0 - 0       | Avaí/Kindermann  |
| 3ª giornata      |             |                  |
| Avaí/Kindermann  | 2 - 1       | Cerro Porteño    |
| Santiago Morning | 5 - 1       | Yaracuyanos      |

### Gruppo C

#### Classifica
| Pos | Squadra              | Pt | G | V | N | P | GF | GS | DG  |
| --- | -------------------- | -- | - | - | - | - | -- | -- | --- |
| 1.  | Deportivo Cali       | 9  | 3 | 3 | 0 | 0 | 14 | 1  | +13 |
| 2.  | Alianza Lima         | 6  | 3 | 2 | 0 | 1 | 6  | 2  | +4  |
| 3.  | Universidad de Chile | 3  | 3 | 1 | 0 | 2 | 7  | 5  | +2  |
| 4.  | Real Tomayapo        | 0  | 3 | 0 | 0 | 3 | 0  | 19 | -19 |

#### Risultati
| Squadra 1            | Risultato   | Squadra 2            |
| 1ª giornata          | 1ª giornata | 1ª giornata          |
| -------------------- | ----------- | -------------------- |
| Deportivo Cali       | 2 - 0       | Alianza Lima         |
| Real Tomayapo        | 0 - 6       | Universidad de Chile |
| 2ª giornata          |             |                      |
| Deportivo Cali       | 8 - 0       | Real Tomayapo        |
| Alianza Lima         | 1 - 0       | Universidad de Chile |
| 3ª giornata          |             |                      |
| Universidad de Chile | 1 - 4       | Deportivo Cali       |
| Alianza Lima         | 5 - 0       | Real Tomayapo        |

### Gruppo D

#### Classifica
| Pos | Squadra      | Pt | G | V | N | P | GF | GS | DG  |
| --- | ------------ | -- | - | - | - | - | -- | -- | --- |
| 1.  | Corinthians  | 9  | 3 | 3 | 0 | 0 | 11 | 1  | +10 |
| 2.  | Nacional     | 6  | 3 | 2 | 0 | 1 | 6  | 5  | +1  |
| 3.  | San Lorenzo  | 3  | 3 | 1 | 0 | 2 | 1  | 4  | -3  |
| 4.  | Dep. Capiatá | 0  | 3 | 0 | 0 | 3 | 0  | 8  | -8  |

#### Risultati
| Squadra 1    | Risultato   | Squadra 2    |
| 1ª giornata  | 1ª giornata | 1ª giornata  |
| ------------ | ----------- | ------------ |
| Corinthians  | 2 - 0       | San Lorenzo  |
| Nacional     | 3 - 0       | Dep. Capiatá |
| 2ª giornata  |             |              |
| Corinthians  | 5 - 1       | Nacional     |
| San Lorenzo  | 1 - 0       | Dep. Capiatá |
| 3ª giornata  |             |              |
| Dep. Capiatá | 0 - 4       | Corinthians  |
| San Lorenzo  | 0 - 2       | Nacional     |

## Fase a eliminazione diretta
Le fasi a eliminazione diretta includeva la disputa di quarti di finale e semifinali, con partite di andata e ritorno. Gli accoppiamenti dei quarti di finale e del tabellone sono stabiliti al momento del sorteggio per la composizione della fase a gruppi. In caso di parità di reti segnate al termine dei tempi regolamentari, si passa direttamente ai tiri di rigore, senza disputare i tempi supplementari.

### Tabellone
|  | Quarti di finale | Quarti di finale |             |          | Semifinali                | Semifinali                |  |  | Finale | Finale |
|  |                  |                  |             |          |                           |                           |  |  |        |        |
|  |                  |                  |             |          |                           |                           |  |  |        |        |
|  |                  |                  |             |          |                           |                           |  |  |        |        |
|  | Ferroviária      | 3                |             |          |                           |                           |  |  |        |        |
|  | Ferroviária      | 3                |             |          |                           |                           |  |  |        |        |
|  | Cerro Porteño    | 0                |             |          |                           |                           |  |  |        |        |
|  | Cerro Porteño    | 0                | Ferroviária | 1 (2)    |                           |                           |  |  |        |        |
|  |                  |                  | Ferroviária | 1 (2)    |                           |                           |  |  |        |        |
|  |                  | Santa Fe (dtr)   | 1 (4)       |          |                           |                           |  |  |        |        |
|  | Avaí/Kindermann  | Santa Fe (dtr)   | 1 (4)       | 2 (5)    |                           |                           |  |  |        |        |
|  | Avaí/Kindermann  |                  |             | 2 (5)    |                           |                           |  |  |        |        |
|  | Santa Fe (dtr)   | 2 (6)            |             |          |                           |                           |  |  |        |        |
|  | Santa Fe (dtr)   | 2 (6)            | Santa Fe    | 0        |                           |                           |  |  |        |        |
|  |                  |                  | Santa Fe    | 0        |                           |                           |  |  |        |        |
|  |                  | Corinthians      | 2           |          |                           |                           |  |  |        |        |
|  | Deportivo Cali   | Corinthians      | 2           | 1        |                           |                           |  |  |        |        |
|  | Deportivo Cali   |                  |             | 1        |                           |                           |  |  |        |        |
|  | Nacional         | 2                |             |          |                           |                           |  |  |        |        |
|  | Nacional         | 2                | Nacional    | 0        | Finale per il terzo posto | Finale per il terzo posto |  |  |        |        |
|  |                  |                  | Nacional    | 0        | Finale per il terzo posto | Finale per il terzo posto |  |  |        |        |
|  |                  | Corinthians      | 8           |          |                           |                           |  |  |        |        |
|  | Corinthians      | Corinthians      | 8           | 3        | Ferroviária (dtr)         | 1 (3)                     |  |  |        |        |
|  | Corinthians      |                  |             | 3        | Ferroviária (dtr)         | 1 (3)                     |  |  |        |        |
|  | Alianza Lima     | 1                |             | Nacional | 1 (1)                     |                           |  |  |        |        |
|  | Alianza Lima     | 1                |             |          | 1 (1)                     |                           |  |  |        |        |
|  |                  |                  |             |          |                           |                           |  |  |        |        |
|  |                  |                  |             |          |                           |                           |  |  |        |        |

### Quarti di finale
| Squadra 1        | Risultato        | Squadra 2        |
| 12 novembre 2021 | 12 novembre 2021 | 12 novembre 2021 |
| ---------------- | ---------------- | ---------------- |
| Ferroviária      | 3 - 0            | Cerro Porteño    |
| Avaí/Kindermann  | 2 - 2 (5-6 dtr)  | Santa Fe         |
| 13 novembre 2021 |                  |                  |
| Deportivo Cali   | 1 - 2            | Nacional         |
| Corinthians      | 3 - 1            | Alianza Lima     |

### Semifinali
| Squadra 1        | Risultato        | Squadra 2        |
| 15 novembre 2021 | 15 novembre 2021 | 15 novembre 2021 |
| ---------------- | ---------------- | ---------------- |
| Ferroviária      | 1 - 1 (2-4 dtr)  | Santa Fe         |
| 16 novembre 2021 |                  |                  |
| Nacional         | 0 - 8            | Corinthians      |

### Finale 3º posto
| Squadra 1        | Risultato        | Squadra 2        |
| 18 novembre 2021 | 18 novembre 2021 | 18 novembre 2021 |
| ---------------- | ---------------- | ---------------- |
| Ferroviária      | 1 - 1 (3-1 dtr)  | Nacional         |

### Finale
| Arbitro: | Laura Fortunato |

|  |           |                               |
|  | Marcatori | 10’ Adriana 42’ Gabi Portilho |